# مقاطعة آيرن (ميزوري)
مقاطعة آيرن (بالإنجليزية: Iron County)‏ هي إحدى المقاطعات في ولاية ميزوري في الولايات المتحدة الأمريكية.

## أعلام
- لورا سوير